# Thripophaga fusciceps
Thripophaga fusciceps е вид птица от семейство Furnariidae.

## Разпространение
Видът е разпространен в Боливия, Бразилия, Еквадор и Перу.